# Уголовный кодекс Латвийской Республики
Уголовный кодекс Латвийской Республики (УК Латвии), также Уголовный закон Латвийской Республики (латыш. Krimināllikums) — основной источник уголовного права Латвии, устанавливающий преступность и наказуемость деяний на территории Латвии.
Уголовный кодекс Латвии был принят 17 июня 1998 года, подписан Президентом Латвии Г. Улманисом 8 июля 1998 года и вступил в силу с 1 апреля 1999 года, сменив действовавший до этого УК Латвийской ССР 1961 года.

## Структура кодекса
Кодекс состоит из Общей (главы I—VIII¹) и Особенной частей (главы IX—XXV). В Общей части рассматриваются основные понятия уголовного законодательства, устанавливаются основания уголовной ответственности и освобождения от неё, общие положения об уголовном наказании и освобождении от него, иных мерах уголовно-правового характера и принудительных мерах лечения, а также особенности уголовной ответственности несовершеннолетних.
Особенная часть включает в себя статьи, описывающие составы конкретных преступлений. Структура Особенной части отражает иерархию ценностей, охраняемых уголовным законом: на первом месте стоят преступления против человечности и военные преступления, затем государственные и экологические преступления, и лишь затем преступления против личности, экономики и общественных интересов.

## Особенности кодекса
Для УК Латвии характерно большое число норм, неизвестных ни предшествовавшему советскому законодательству, ни законодательству большинства других стран постсоветского пространства.
Устанавливается, что обратная сила придаётся лишь более мягкому уголовному закону, однако указывается, что независимо от этого обратную силу имеют нормы о преступлениях против человечности, военных преступлениях и геноциде (ст. 5).
Кодекс предусматривает деление общественно опасных деяний на преступления и уголовные проступки. За преступления предусмотрено наказание свыше 2 лет лишения свободы, за проступки — до 2 лет лишения свободы или более мягкое наказание (ст. 7).
Субъектами уголовной ответственности могут являться не только физические, но и юридические лица. К юридическому лицу могут быть применены принудительные меры в виде штрафа, ограничения прав, конфискации имущества, возложения обязанности загладить причинённый вред и ликвидации.
В УК Латвии отсутствует состав грабежа: открытое ненасильственное похищение чужого имущества считается кражей, а любое насильственное хищение — разбоем (ст. 175, 176).
В кодекс регулярно вносятся изменения, отражающие изменения регулируемых им общественных отношений и появление новых видов и форм общественно опасных деяний.